# Krondiamanten
Krondiamanten er en dansk stumfilm fra 1918 med instruktion og manuskript af Emanuel Gregers.

## Handling
Denne artikel mangler et handlingsreferat. Hjælp os med at skrive det.

## Medvirkende
- Lauritz Olsen - Isidor Silberstein, juvelér i Amsterdam
- Johannes Ring - Anselm Geermann, juvelér i Amsterdam
- Alma Hinding - Sara, Geermanns datter
- Arne Weel - Paal Martens, ansat i firmaet
- Rasmus Christiansen - Kemp, privatdetektiv
- Peter Nielsen - Rajahen af Tamaris
- Alfi Zangenberg - Mafa, Rajahens hustru